# الجيزة (درعا)
الجيزة بلدة وناحية سوريّة إداريّة تتبع منطقة درعا في محافظة درعا.
يحدها من الشرق مدينة بصرى الشام ومن الغرب ناحية الطيبة ومن الشمال بلدة المسيفرة ومن الجنوب قرية المتاعية الحدودية مع الأردن حيث تبعد عن الحدود الأردنية حوالي 13 كم جنوباً. تقع في الجنوب الشرقي لمحافظة درعا في سوريا تحديدا على الطريق الثاني الذي يربط مدينة بصرى الأثرية بمدينة درعا مرورا بقرى النعيمة[ ؟ ]، أم المياذن، الطيبة[ ؟ ] وثم الجيزة وغصم ومعربة إلى بصرى الشام.
يتوسط بلدة الجيزة وادي الزيدي وآثار قديمة على شكل مدينة أثرية مهجورة تعود إلى مئات السنين حيث تم وضع يد البلدية على هذه الآثار لحمايتها من الهدم، ومن أهم ما يمكن أن يكتب عن هذه البلدة أنها من أغنى البلدات على مستوى الجمهورية حيث تحتضن عددا كبيرا من أصحاب رؤوس الأموال. أكثر من 90% من سكان البلدة مغتربون في الخليج وتتميز بجمال عمرانها حيث أن أغلب بيوتها عبارة عن فلل وقصور مكسوة بالحجر الأبيض والقرميد الأحمر الجميل بالإضافة إلى العشرات من المزارع والمروج الخضراء المحيطة بها، والعائلات التي في البلدة الزعبي والخطيب والسعيد والعنتبلي والحريري والبرم والسويدان والرفاعي والشقيري والعمور والشرع والوردان والطبيشي وبعض العائلات الأخرى.
بلغ عدد سكان الناحية 21100 نسمة حسب تعداد عام 2004.
يعمل أهالي بلدة الجيزة في التجارة والزراعة وبخاصة زراعة القمح والشعير وزراعة الزيتون والكرمة. ولكن أغلب أهل البلدة اتجهوا للعمل في الخارج وخاصة في دول الخليج.

## الديانة
يعتنق كل سكان البلدة الإسلام

## التعليم
نسبة التعليم في البلدة عالية، وخاصة التعليم العالي فكثير من الطلاب يكملون دراستهم ما بعد الثانوية في الخارج وخاصة في الجامعات الاوربية لتوفر الدعم المادي من الأهل.
يوجد في البلدة أكثر من 15 مدرسة ابتدائية وإعدادية وثانوية بالإضافة إلى المعاهد الخاصة.
تخرج من البلدة العديد من الأطباء والمهندسين والصيادلة ونسبة كبيرة من المتعلمين والمتخرجين منها يعملون بالخارج وخاصة دول الخليج وأوروبا، بالإضافة إلى كوكبة من المدرسين والمدرسات.